# Zicke Zacke Spenna il pollo
Zicke Zacke Spenna il pollo (nome originale tedesco Zicke Zacke Hühnerkacke) è un gioco da tavolo per bambini progettato da Klaus Zoch e pubblicato nel 1998 dalla sua casa editrice Zoch Verlag.
Nello stesso anno ha vinto il Kinderspiel des Jahres, il premio speciale per i giochi dei bambini nell'ambito del prestigioso Spiel des Jahres.

## Ambientazione
Nell'aia si svolge una gara tra galli e galline: corrono all'impazzata intorno all'aia cercando di rubarsi l'un l'altro le penne dalle code, in una gara a chi riesce ad rubarle tutte.
Ogni pollo deve cercare di sorpassare il maggior numero di concorrenti possibile, senza farsi risorpassare a sua volta: ogni volta che riesce a sorpassare un avversario gli può sottrarre una penna della coda. Il primo che riesce a rubare tutte le penne vince.

## Regole e materiali

### Materiali
- 4 pedine di legno raffiguranti polli di diverse forme e colori;
- 4 code in legno;
- 12 tessere esagonali di cartone raffiguranti 12 simboli diversi: uova, fiori, lumaca ecc.;
- 24 tessere uova per formare il percorso, raffiguranti gli stessi simboli delle tessere ottagonali.

### Regole del gioco
Dapprima viene creato il percorso disponendo, scoperte, le 24 tessere uova a formare un cerchio, all'interno del quale si mettono, coperte, le 12 tessere ottagonali.
Ogni giocatore sceglie un pollo e inizia con una piuma nella coda, su una qualsiasi delle tessere uovo.
Nel proprio turno di gioco occorre scoprire una delle 12 tessere ottagonali poste al centro del cerchio cercando di trovare quella corrispondente alla tessera di percorso immediatamente di fronte alla propria gallina: in caso di successo la gallina avanza e si può proseguire scoprendo una nuova tessera.
Se si raggiunge e supera un'altra gallina ci si impadronisce della sua coda. Il primo giocatore che riesce ad avere le code di tutte le galline vince la partita.
È un gioco che rielabora in chiave dinamica e colorata il classico gioco Memoria.

## Premi e riconoscimenti
Il gioco ha vinto i seguenti premi:
- 1998 - Kinderspiel des Jahres (Gioco per bambini dell'anno)[1];
- 1998 - Deutscher Kinderspiele Preis;
- 2002 - As d'Or: As d'Or per il giochi per bambini.